# RISC (komplex)

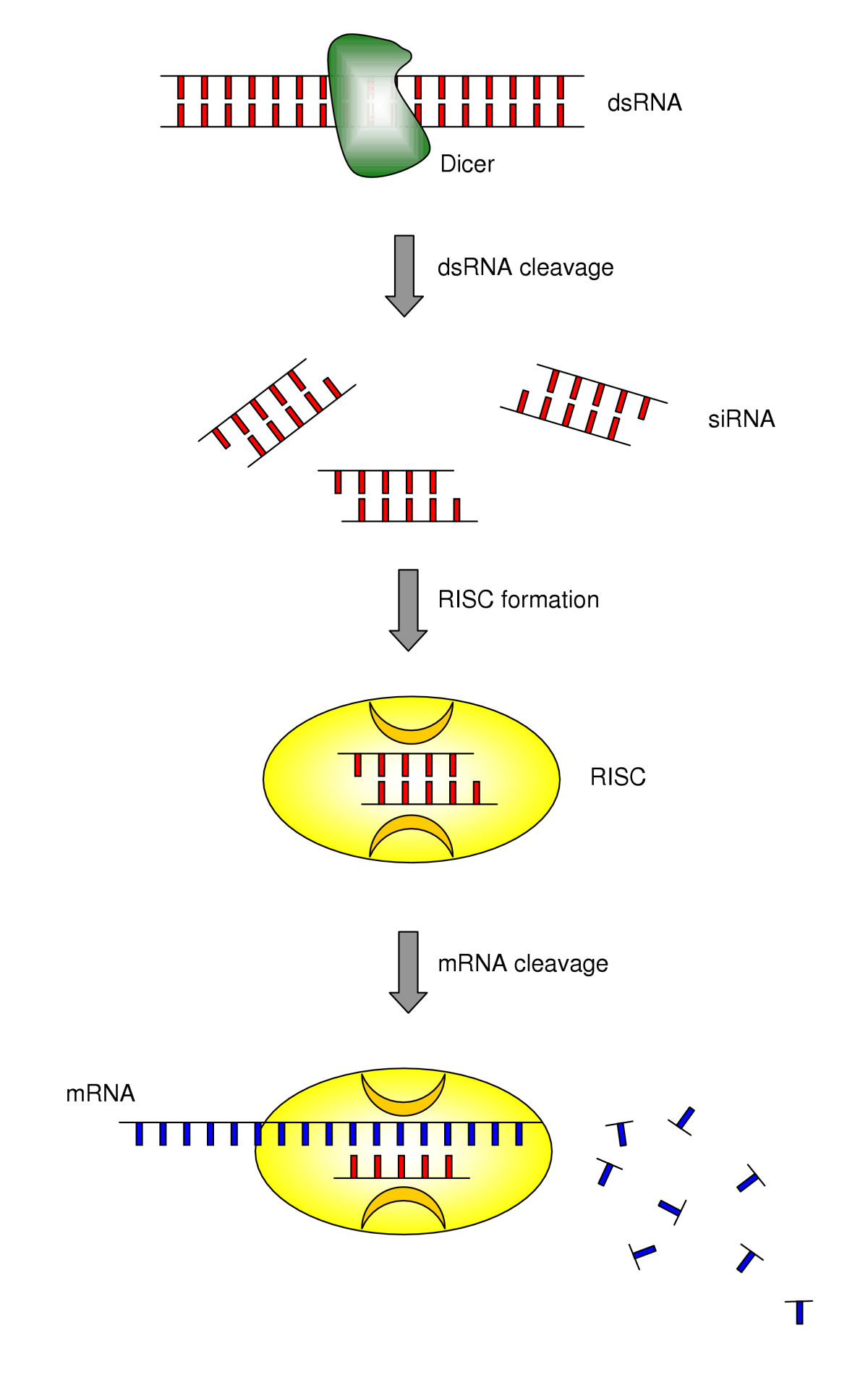
Kanonický mechanismus RNA interference, typický pro siRNA; žlutě je RISC komplex

RISC (z angl. RNA-induced silencing complex) je ribonukleoprotein (komplex několika bílkovin a molekuly RNA), který se komplementárně váže na cílovou molekulu mRNA a štěpí ji, případně alespoň blokuje její translaci. Souvisí s jevem zvaným RNA interference. Rozeznává se miRISC, který obsahuje navázanou miRNA, a siRISC, jehož součástí je siRNA. Platí přitom, že miRISC obvykle blokuje translaci (ale v případě perfektní komplementarity je možná i degradace mRNA), zatímco siRISC typicky navozuje přímo degradaci cílové mRNA (ale opět je možná i represe translace).
RISC mimo RNA obsahuje zejména tři důležité proteiny: dicer, TRBP a Ago (argonaut), které jsou schopné i v nepřítomnosti vhodné RNA trimerizovat a vytvářet společně komplex. Dicer je ribonukleáza schopná stříhat dsRNA (buď pre-miRNA [z níž vzniká miRNA], nebo vhodnou dsRNA [z níž vzniká siRNA]) na krátké fragmenty. Jedno konkrétní vlákno takového krátkého fragmentu se následně (spolu s proteiny TRBP a Ago) stane součástí RISC komplexu. Ago, čili protein z argonautové superrodiny proteinů, obsahuje PIWI doménu, která je schopná chirurgicky přesně štěpit cílovou mRNA a představuje tedy vlastní katalytický princip funkce RISC komplexu v degradaci RNA.